# Marcusenius ussheri
Marcusenius ussheri és una espècie de peix pertanyent a la família dels mormírids i a l'ordre dels osteoglossiformes.

## Etimologia
Marcusenius fa referència a l'alemany Johann Marcusen (el primer ictiòleg a estudiar els mormírids de forma sistemàtica), mentre que l'epítet ussheri al·ludeix a H. T. Ussher, el qual va aconseguir-ne el tipus.

## Descripció
Fa 30,5 cm de llargària màxima. Cap espina a les aletes dorsal i anal. 27-34 radis tous a l'única aleta dorsal i 23-29 a l'anal. Origen de l'aleta dorsal al mateix nivell que el de l'anal. Perfil dorsal del cap clarament còncau. Boca terminal i amb dents bicúspides. 50-65 escates a la línia lateral i 12 al voltant del peduncle caudal. Absència de barbetes sensorials i d'aleta adiposa. Aleta caudal forcada. Conservat en alcohol, presenta una coloració marró clar.

## Alimentació
Es nodreix principalment d'invertebrats: insectes aquàtics, preferentment larves de quironòmids.

## Hàbitat i distribució geogràfica
És un peix d'aigua dolça, demersal, potamòdrom i de clima tropical, el qual viu a Àfrica: des de Libèria fins a Ghana, incloent-hi Guinea, Sierra Leone, Benín, la Costa d'Ivori, la llacuna Ébrié i els rius Agnébi, Bandama, Bia, Cavally, Cess, Comoé, Pra, Sassandra, Tano, Lofa-Mano, Ouémé, Saint John i Saint Paul.

## Observacions
És inofensiu per als humans, forma part de la dieta humana local i el seu índex de vulnerabilitat és de baix a moderat (32 de 100).